# Overton (Nebraska)
Overton es una villa ubicada en el condado de Dawson en el estado estadounidense de Nebraska. En el Censo de 2010 tenía una población de 594 habitantes y una densidad poblacional de 424,71 personas por km².

## Geografía
Overton se encuentra ubicada en las coordenadas 40°44′26″N 99°32′15″O / 40.74056, -99.53750. Según la Oficina del Censo de los Estados Unidos, Overton tiene una superficie total de 1.4 km², de la cual 1.4 km² corresponden a tierra firme y (0%) 0 km² es agua.

## Demografía
Según el censo de 2010, había 594 personas residiendo en Overton. La densidad de población era de 424,71 hab./km². De los 594 habitantes, Overton estaba compuesto por el 95.12% blancos, el 0% eran afroamericanos, el 0.67% eran amerindios, el 0.17% eran asiáticos, el 0% eran isleños del Pacífico, el 3.03% eran de otras razas y el 1.01% pertenecían a dos o más razas. Del total de la población el 10.44% eran hispanos o latinos de cualquier raza.